# Amancio Amaro

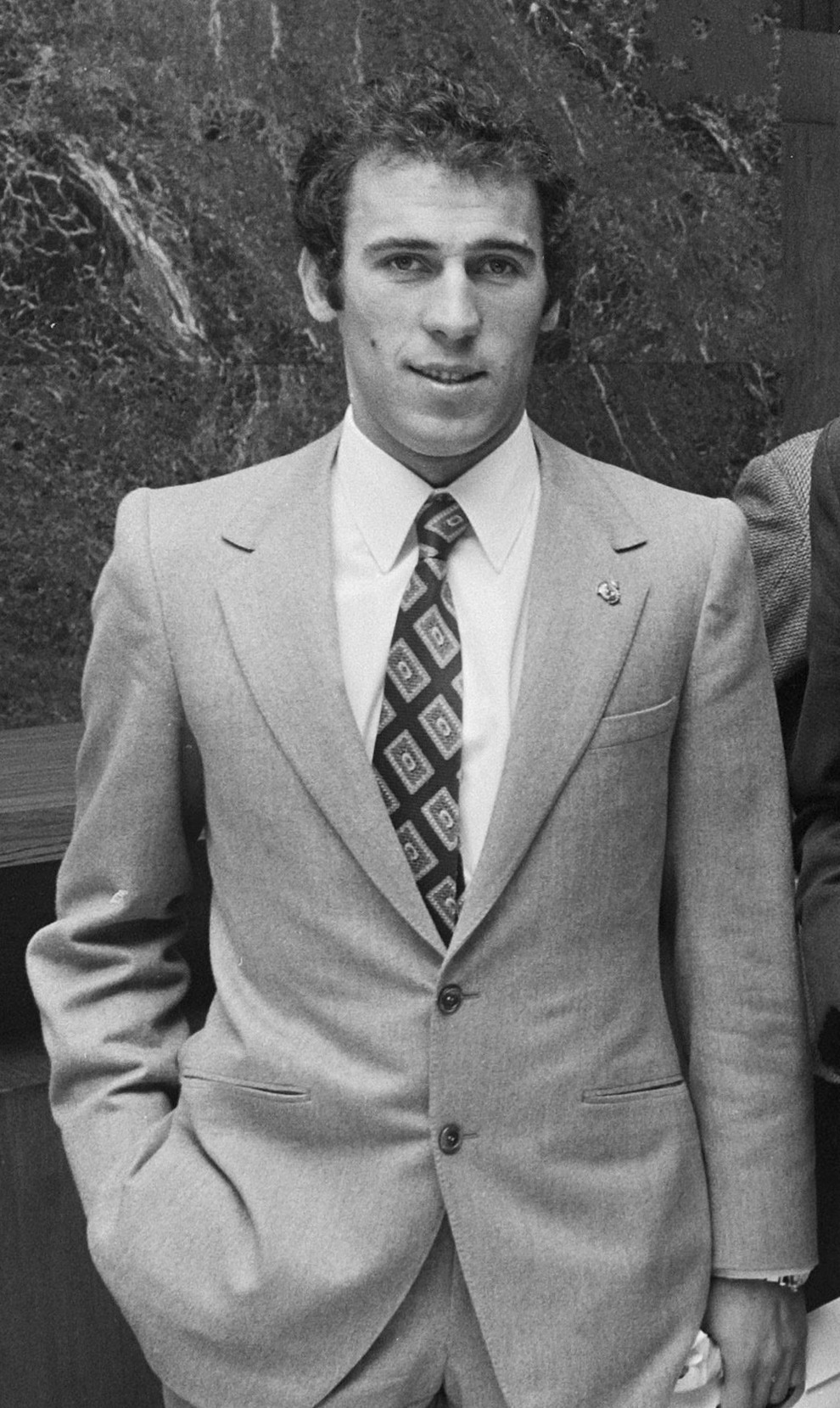
Amancio in 1971.

Amancio Amaro Varela beter bekend als Amancio, (A Coruña, 16 oktober 1939 – 21 februari 2023) was een Spaans voetballer. Hij speelde als aanvaller, bij voorkeur als rechtsvoor.

## Clubvoetbal
Amancio begon in 1958 bij Deportivo de La Coruña, destijds een tweede-divisieclub. In 1962 kwam hij bij Real Madrid, waarmee de aanvaller vele successen kende: negen landstitels, drie Spaanse bekers en de Europa Cup I in 1966. Bovendien werd Amancio tweemaal topscorer van de Primera División (1970, 1971). In 1976 stopte hij als profvoetballer.

## Nationaal elftal
Amancio debuteerde in 1962 in het nationaal elftal. Het hoogtepunt van zijn interlandloopbaan, die tot 1974 duurde en 42 wedstrijden en 11 doelpunten omvatte, was de Europese titel van 1964.

## Latere jaren en overlijden
Op 2 oktober 2022 werd hij benoemd tot erevoorzitter van Real Madrid.
Amancio werd 83 jaar oud.